# Liste von Atemschutzgeräten gemäß den Kennblättern fremden Geräts D 50/10

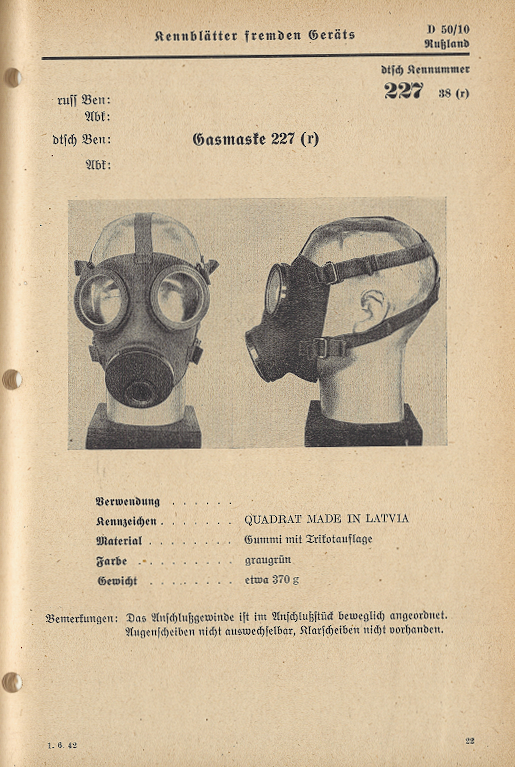
Kennblattbeispiel zu
D 50/10 Nr 227 38 (r)

In dieser Liste von Atemgeräten gemäß den Kennblättern fremden Geräts D 50/10 werden Atemschutzmasken und ähnliches aufgeführt, die vom Heereswaffenamt verzeichnet wurden.
Nachfolgend ein Überblick/Auszug zur offiziellen Dokumentation Kennblätter fremden Geräts D 50/10: Gasschutzgerät.

## Hinweise zur Liste
Aufbau der Tabelle
Untenstehende Tabelle führt folgenden Spalteninhalte:
- dtsch. Kennnr. (deutsche Kenn-Nummer), dies entspricht dem Originalindex in den Kopfzeilen der Kennblätter mit Kennnummer, Stoffgebietenummer und Beutezeichen.
- Abk. dtsch. Ben. (Abkürzung deutsche Benennung), Originalbezeichnung entnommen aus der fünften Zeile der Kennblätter.
- Landesbez. nach HWA (Heereswaffenamt), Originalangaben entnommen aus der ersten Zeile der Kennblätter.
- Bild, eine Bildauswahl aus Wikipedia für dieses Objekt.
- Bemerkungen, Hier werden Links zu bereits existierenden Wikipedia-Artikeln eingetragen.

 Info: Die in der Tabelle angegebenen Originaleinträge sollen nicht geändert werden, weil diese den Angaben aus den Kennblättern entsprechen. Nach neuerem Forschungsstand sind teilweise Errata in den Kennblättern erkannt worden. Diese werden unten im Abschnitt Anmerkungen jeweils zur Kenn-Nummer erläutert. Die Wikilinks in den runden Klammern sollten das Lemma der entsprechenden Artikel in Wikipedia enthalten.

## Tabellarische Übersicht
| dtsch. Kennr. | Abk. dtsch. Ben.        | Landesbez.nach HWA (Wikipedia-Artikel) | Bild         | Bemerkungen                                                                                  |
| ------------- | ----------------------- | -------------------------------------- | ------------ | -------------------------------------------------------------------------------------------- |
| 211 38 (r)    | Gasmaske 211 (r)        | in D 50/10 keine Angaben               | Bilderwunsch |                                                                                              |
| 212 38 (r)    | Gasmaske 212 (r)        | in D 50/10 keine Angaben               | Bilderwunsch |                                                                                              |
| 213 38 (r)    | Gasmaske 213 (r)        | in D 50/10 keine Angaben               | Bilderwunsch |                                                                                              |
| 214 38 (r)    | Gasmaske 214 (r)        | in D 50/10 keine Angaben               | Bilderwunsch |                                                                                              |
| 216 38 (r)    | Gasmaske 216 (r)        | in D 50/10 keine Angaben               | Bilderwunsch |                                                                                              |
| 217 38 (r)    | Gasmaske 217 (r)        | in D 50/10 keine Angaben               | Bilderwunsch |                                                                                              |
| 218 38 (r)    | Gasmaske 218 (r)        | in D 50/10 keine Angaben               | Bilderwunsch |                                                                                              |
| 219 38 (r)    | Gasmaske 219 (r)        | in D 50/10 keine Angaben               | Bilderwunsch |                                                                                              |
| 220 38 (r)    | Gasmaske 220 (r)        | in D 50/10 keine Angaben               | Bilderwunsch | Heeresmaske, bestehend aus Gummi                                                             |
| 220/1 38 (r)  | Gasmaske 220/1 (r)      | in D 50/10 keine Angaben               |              | Heeresmaske, bestehend aus Leder                                                             |
| 221 38 (r)    | Gasmaske 221 (r)        | in D 50/10 keine Angaben               | Bilderwunsch |                                                                                              |
| 222 38 (r)    | Gasmaske 222 (r)        | in D 50/10 keine Angaben               | Bilderwunsch |                                                                                              |
| 223 38 (r)    | Gasmaske 223 (r)        | in D 50/10 keine Angaben               | Bilderwunsch |                                                                                              |
| 224 38 (r)    | Gasmaske 224 (r)        | in D 50/10 keine Angaben               |              | Heeresmaske, grüne Farbe, bestehend aus Gummi                                                |
| 225 38 (r)    | Gasmaske 225 (r)        | in D 50/10 keine Angaben               |              | braune Farbe, bestehend aus Leder                                                            |
| 226 38 (r)    | Gasmaske 226 (r)        | in D 50/10 keine Angaben               | Bilderwunsch |                                                                                              |
| 227 38 (r)    | Gasmaske 227 (r)        | in D 50/10 keine Angaben               |              | graugrüne Farbe, bestehend aus Gummi                                                         |
| 229 38 (r)    | Gasmaske 229 (r)        | in D 50/10 keine Angaben               |              | graue Farbe, bestehend aus Gummi                                                             |
| 232 38 (r)    | Gasmaske 232 (r)        | in D 50/10 keine Angaben               |              | braune Farbe, bestehend aus Gummi                                                            |
| 237 38 (r)    | Pferdemaske 237 (r)     | in D 50/10 keine Angaben               |              | hellgraue Farbe, bestehend aus Gummi                                                         |
| 238 38 (r)    | Pferdemaske 238 (r)     | in D 50/10 keine Angaben               |              | hellgraue Farbe, bestehend aus Gummi                                                         |
| 239 38 (r)    | Gashaube 239 (r)        | in D 50/10 keine Angaben               | Bilderwunsch |                                                                                              |
| 240 38 (r)    | Pferdemaske 240 (r)     | in D 50/10 keine Angaben               | Bilderwunsch |                                                                                              |
| 241 38 (r)    | Pferdemaske 241 (r)     | in D 50/10 keine Angaben               | Bilderwunsch |                                                                                              |
| 241/1 38 (r)  | Pferdemaske 241/1 (r)   | in D 50/10 keine Angaben               |              | hellgrüne Farbe, bestehend aus flanellähnlichem Stoff                                        |
| 242 38 (r)    | Pferdemaske 242 (r)     | Konskij suchoj protivogas 6            |              | hellgraue Farbe, bestehend aus Gummi                                                         |
| 242/1 38 (r)  | Pferdemaske 242/1 (r)   | in D 50/10 keine Angaben               |              | olivgrüne Farbe, bestehend aus Sackleinewand                                                 |
| 243 38 (r)    | Pferdemaske 243 (r)     | in D 50/10 keine Angaben               |              | graue Farbe, bestehend aus Gummi                                                             |
| 244 38 (r)    | Pferdemaske 244 (r)     | in D 50/10 keine Angaben               |              | graue Farbe, bestehend aus gummierten Gewebe                                                 |
| 245 38 (r)    | Pferdemaske 245 (r)     | in D 50/10 keine Angaben               |              | graue Farbe, bestehend aus gummierten Zeltstoff                                              |
| 246 38 (r)    | Pferdemaske 246 (r)     | in D 50/10 keine Angaben               |              | hellgraue Farbe, bestehend aus Gummi                                                         |
| 247 38 (r)    | Pferdebrille 247 (r)    | in D 50/10 keine Angaben               | Bilderwunsch |                                                                                              |
| 248 38 (r)    | Hundemaske 248 (r)      | in D 50/10 keine Angaben               |              | weiße Farbe, bestehend aus Stoff                                                             |
| 249 38 (r)    | Hundemaske 249 (r)      | in D 50/10 keine Angaben               |              | schwarzgraue Farbe, bestehend aus Gummi                                                      |
| 361 38 (b)    | Gasmaske 361 (b)        | in D 50/10 keine Angaben               |              | Heeresmaske, hellbraune bis gelbliche Farbe, bestehend aus Vollgummi                         |
| 361 38 (f)    | Gasmaske 361 (f)        | in D 50/10 keine Angaben               |              | Heeresmaske, hellbraune Farbe, bestehend aus Vollgummi                                       |
| 361 38 (h)    | Gasmaske 361 (h)        | in D 50/10 keine Angaben               |              | Heeresmaske, graugrüne Farbe, bestehend aus Vollgummi                                        |
| 362 38 (b)    | Gasmaske 362 (b)        | in D 50/10 keine Angaben               |              | Heeres- und Zivilmaske, hellbraune bis gelblichbraune Farbe, bestehend aus Vollgummi         |
| 362 38 (e)    | Gasmaske 362 (e)        | Service Respirator                     |              | Heeresmaske, khakifarbene Maske bestehend aus Vollgummi                                      |
| 362 38 (f)    | Gasmaske 362 (f)        | in D 50/10 keine Angaben               |              | Heeresmaske, braune Farbe, bestehend aus imprägniertem Gewebe                                |
| 362 38 (h)    | Gasmaske 362 (h)        | in D 50/10 keine Angaben               |              | Zivilmaske, rötlichbraune Farbe, Vollgummiformmaske                                          |
| 363 38 (b)    | Gasmaske 363 (b)        | in D 50/10 keine Angaben               |              | Zivilmaske, schwarze Farbe, bestehend aus Vollgummi                                          |
| 363 38 (e)    | Gasmaske 363 (e)        | Service Respirator                     |              | Heeresmaske, schwarze Farbe, bestehend aus Vollgummi                                         |
| 363 38 (f)    | Gasmaske 363 (f)        | in D 50/10 keine Angaben               |              | Marinemaske, blaue Farbe, bestehend aus Blech und Gewebe oder Leder                          |
| 363 38 (h)    | Gasmaske 363 (h)        | in D 50/10 keine Angaben               |              | Zivilmaske, braune Farbe, bestehend aus Vollgummi                                            |
| 364 38 (b)    | Gasmaske 364 (b)        | in D 50/10 keine Angaben               |              | Zivilmaske, schwarze Farbe, bestehend aus Vollgummi                                          |
| 364 38 (e)    | Gasmaske 364 (e)        | Service Respirator                     |              | Heeresmaske, khakifarbene Maske bestehend aus Vollgummi                                      |
| 364 38 (f)    | Gasmaske 364 (f)        | in D 50/10 keine Angaben               |              | Heeresmaske, khakifarbene Maske bestehend aus Vollgummi                                      |
| 364 38 (h)    | Gasmaske 364 (h)        | in D 50/10 keine Angaben               |              | Zivilmaske, graugrüne Haubenmaske                                                            |
| 365 38 (b)    | Gasmaske 365 (b)        | in D 50/10 keine Angaben               |              | Heeresmaske, bestehend aus Leder                                                             |
| 365 38 (e)    | Gasmaske 365 (e)        | Civilian Respirator                    |              | Zivilmaske, schwarze Farbe bestehend aus Gummi                                               |
| 365 38 (f)    | Gasmaske 365 (f)        | in D 50/10 keine Angaben               |              | Zivilmaske, schwarze Farbe bestehend aus Vollgummi                                           |
| 366 38 (e)    | Gasmaske 366 (e)        | in D 50/10 keine Angaben               |              | Volksmaske, schwarze Farbe bestehend aus Gummi                                               |
| 366 38 (f)    | Gasmaske 366 (f)        | in D 50/10 keine Angaben               |              | Zivilmaske, graue Farbe bestehend aus Vollgummi                                              |
| 367 38 (e)    | Gasmaske 367 (e)        | in D 50/10 keine Angaben               | Bilderwunsch |                                                                                              |
| 367 38 (f)    | Gasmaske 367 (f)        | in D 50/10 keine Angaben               |              | Zivil- und Kindermaske, braune Farbe bestehend aus Vollgummi                                 |
| 370 38 (f)    | Pferdegasmaske 370 (f)  | in D 50/10 keine Angaben               |              | Pferdegasmaske, bestehend aus getränktem Stoff                                               |
| 655 38 (r)    | Heeresatmer 655 (r)     | in D 50/10 keine Angaben               | Bilderwunsch |                                                                                              |
| 656 38 (r)    | Heeresatmer 656 (r)     | in D 50/10 keine Angaben               | Bilderwunsch |                                                                                              |
| 657 38 (r)    | Heeresatmer 657 (r)     | in D 50/10 keine Angaben               | Bilderwunsch |                                                                                              |
| 701 38 (f)    | Preßluftgerät 701 (f)   | in D 50/10 keine Angaben               |              | für zivile Zwecke, Betrieb mit 4 Pressluftflaschen                                           |
| 702 38 (f)    | Preßluftgerät 702 (f)   | Appareil Mandet Type 39                |              | für Heereszwecke, Betrieb mit 2 Pressluftflaschen                                            |
| 703 38 (f)    | Preßluftgerät 703 (f)   | in D 50/10 keine Angaben               |              | Betrieb mit 2 Pressluftflaschen                                                              |
| 707 38 (f)    | Preßluftgerät 707 (f)   | in D 50/10 keine Angaben               |              | für zivile Zwecke, Betrieb mit 2 Pressluftflaschen                                           |
| 804 38 (f)    | Sauerstoffgerät 804 (f) | in D 50/10 keine Angaben               |              | für Heereszwecke, Presssauerstoffgerät mit Atemluft-Regeneration und automatischer Dosierung |
| 805 38 (f)    | Sauerstoffgerät 805 (f) | in D 50/10 keine Angaben               |              | chemisches Sauerstoffgerät mit Sauerstoff-Hilfsflasche                                       |
| 806 38 (f)    | Sauerstoffgerät 806 (f) | in D 50/10 keine Angaben               |              | für Heereszwecke, Presssauerstoffgerät mit Atemluft-Regeneration                             |
| 807 38 (f)    | Sauerstoffgerät 807 (f) | in D 50/10 keine Angaben               |              | Atemluft-Regeneration durch Alkalipatronen                                                   |